# KV8
KV8, no Vale dos Reis em Egito, é a tumba de Merneptá, quarto faraó da 19ª dinastia. Ele assumiu o trono em idade avançada, em razão da longevidade de seu pai e da morte dos irmãos mais velhos.
A tumba fica no final de um corredor de 160 metros. Escavada e pesquisada de forma sistemática por Howard Carter, descobridor da tumba de Tutancamon, a KV8 é conhecida desde a Antiguidade e recebeu a visita de diversas expedições científicas e arqueólogos: